# Södra Krabbnebulosan
Södra Krabbnebulosan (eller WRAY-16-47 samt Hen 2-104) är en nebulosa i stjärnbilden Kentauren. Nebulosan befinner sig flera tusen ljusår från jorden och dess centrala stjärna är en symbiotisk dubbelstjärna som består av en Miravariabel och en vit dvärg. Nebulosan har fått sitt namn för att den liknar Krabbnebulosan på den norra stjärnhimlen.
Sydkrabban noterades i en katalog från 1967 och observerades även med en CCD-kamera med 2,2-metersteleskopet vid La Silla-observatoriet 1989. Observationen 1989 gav en betydande ökning av kunskapen om nebulosan och den observerades med hjälp av olika filter.
Nebulosan hade redan observerats med markbaserade teleskop, men bilder tagna med Hubbleteleskopet 1999 har gett mycket mer detaljer och visat att i nebulosans centrum finns ett par stjärnor, en röd jätte och en vit dvärg. Den avbildades igen av Hubbleteleskopet 2019 med ett nyare instrument.
År 1999 avbildades den med Hubbleteleskopets Wide Field and Planetary Camera 2, känd för sin unika "trappstegs"-beskärning och för astrofoton som Skapelsens pelare. WFPC2-bilderna togs vid en optisk ljusvåglängd på 658 nm.
Nebulosan avbildades igen av Hubbleteleskopet 2019, och en uppsättning bilder togs för att fira årsdagen av rymdteleskopets uppskjutning 1990 (29 år) med rymdfärjan. Den här gången användes en nyare kamera, WFC3, för att avbilda nebulosan, vid våglängdsfilter på cirka 502, 656, 658 och 673 nanometer.
Beteckningen He2-104 (eller Hen 2-104) kommer från Henizes katalog från 1967, Observations of Southern Planetary Nebulae. Katalogen innehåller 459 objekt identifierade som planetariska nebulosor (eller sannolikt som sådana). (observera att det i denna betydelse inte antyder exoplaneter).
En annan beteckning som det har registrerats för objektsf är WRAY-16-47.
År 2008 publicerades en undersökning av Sydkrabban med dess symbiotiska (astronomiska term) stjärna. Studien använde avbildnings- och spektroskopiska data från rymd- och jordyteleskop, som Hubble- och VLT-observationer. ESO definierar ett symbiotiskt stjärnsystem som "binärer där en liten het stjärna (vit dvärg eller huvudseriestjärna) kretsar kring en röd jättestjärna. Dessa system är ofta omgivna av ett hölje av gas eller stoft, där de med gas är kända som S-typer och de med stoft som D-typer."

## Galleri

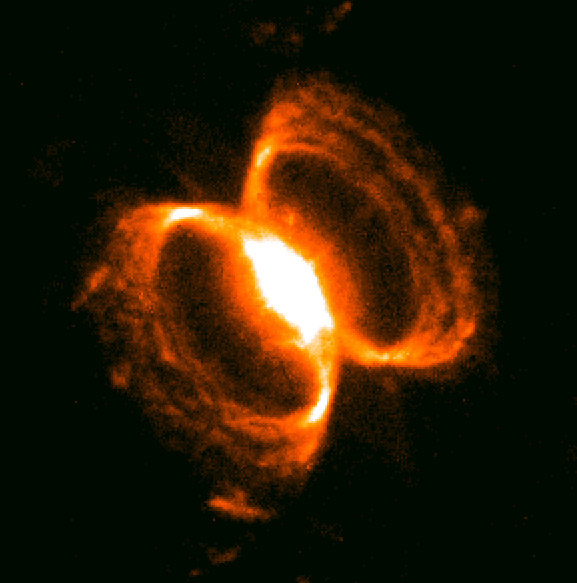
Närbild av nebulosans centrum
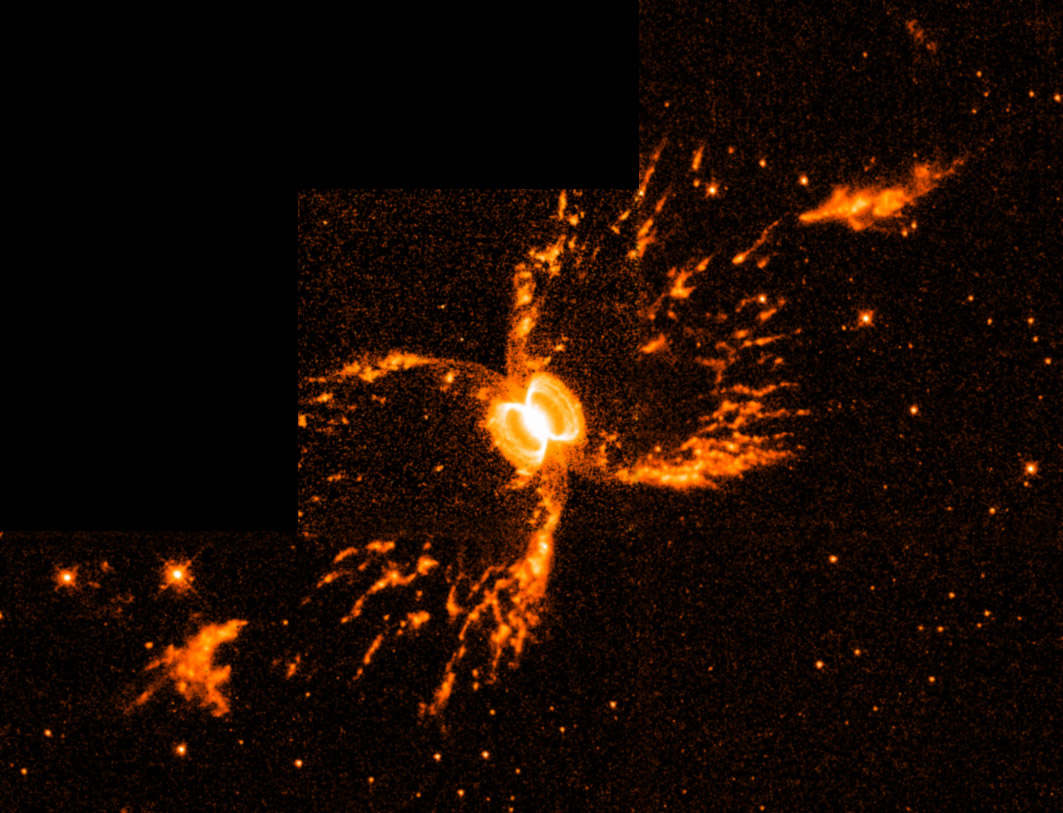
Södra krabbnebulosan i sin helhet
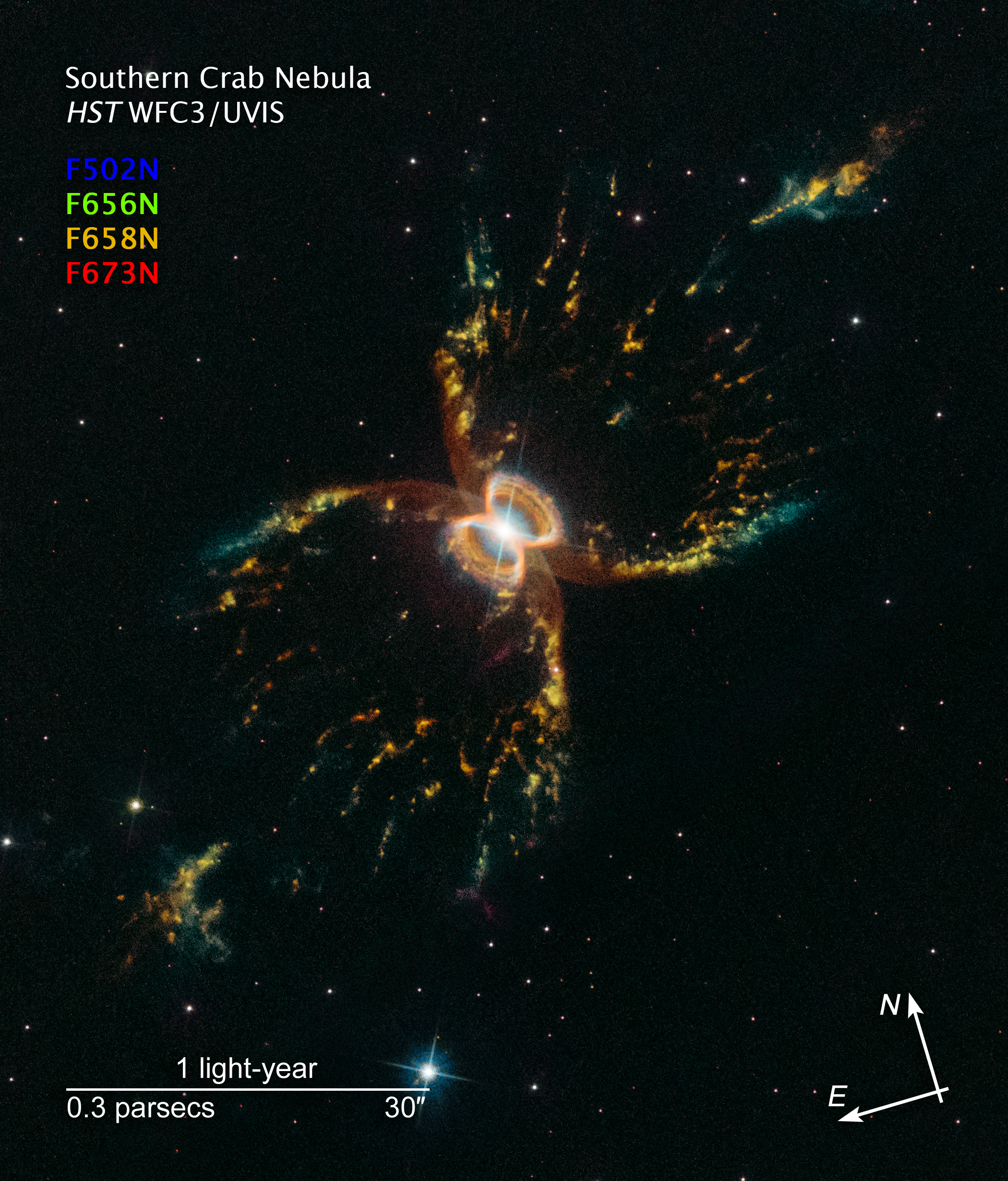
Södra Krabbnebulosan – (18 april 2019; kommenterad)
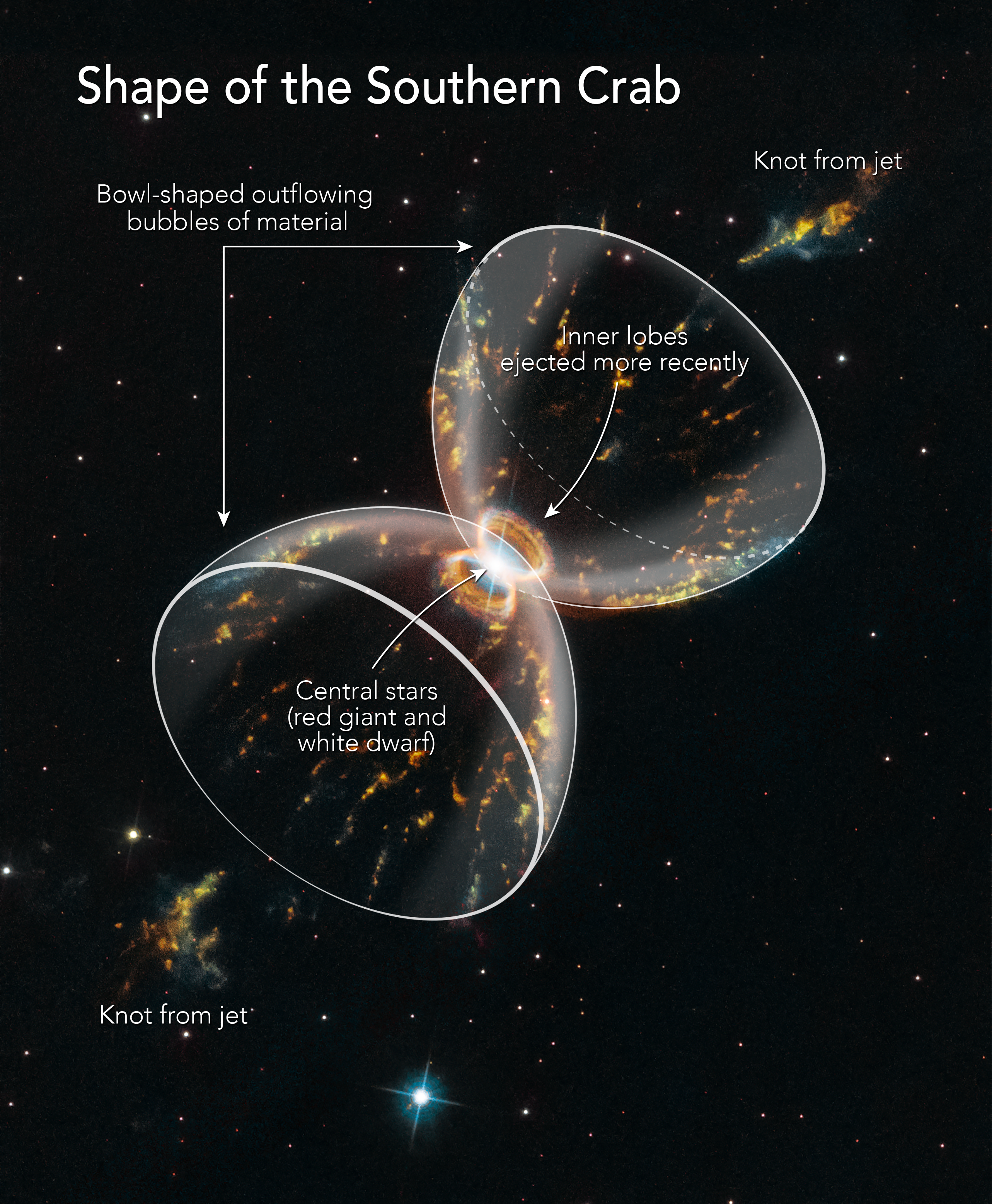
Södra Krabbnebulosan – (18 april 2019; kommenterad)